# Dansetoppen Gold
Dansetoppen Gold er et opsamlingsalbum med danske sange på Dansetoppen.

## Spor
1. Du er stjernerne – Mik & Pylle og Mia Mau (Patrik Lindqvist/Keith Almgren-Leif Schouby)
2. Hver en lille drøm – Anja & Betina (Evy Karitz/Tove Andersen/Carlene Carter/Al Anderson)
3. Cowboy sweetheart – Anja & Betina (Torsten Tanning/Patsy Montana)
4. En chance til – Basse (L.O. Eriksen/Basse)
5. Tak for 25 skønne år – Basse (L.O. Eriksen/Basse)
6. Smil genem tårer – Kisser & Søren (Søren Elsig)
7. Aske til lid – Kisser & Søren (Jan Angelin, Jack Angelin/Søren Elsig)
8. Dine øyne – Asterix Danseband (Karsten Weedfald)
9. Brune øyne – Jolly Danceband (Peter Bergqvist/Egon Jokobsen)
10. Ved et gammelt lysthus (J.Thunqvist/Erik Luthje Frandsen)
11. De fire årstider – Jonna Rask (Jonna Rask)
12. Smil til alle – Jonna Rask (Jonna Rask)
13. Wooly Bully – Woodo (Domingo Samudio)
14. Hvis du kommer hjem – Woodo (Peter Brem)
15. Det er bare dig – Poul Erik Panduro (Poul Erik Panduro)
16. Krematorie rock – Poul Erik Panduro (Poul Erik Panduro)
17. Sjæl med følelse – Kiss Sylvia & Jens (Jean Frankfurter/Kiss Sylvia)
18. Paradiso – Kiss Sylvia & Jens (Wolfgang Zell/Rubert Arnold)
19. Kære dig, jeg ber´ dig – A la´ carte Danseband (Jensen/Jan E. Hansen)
20. Du – A la´ carte Danseband (Strandberg/Jan E. Jensen)